# Fototubo

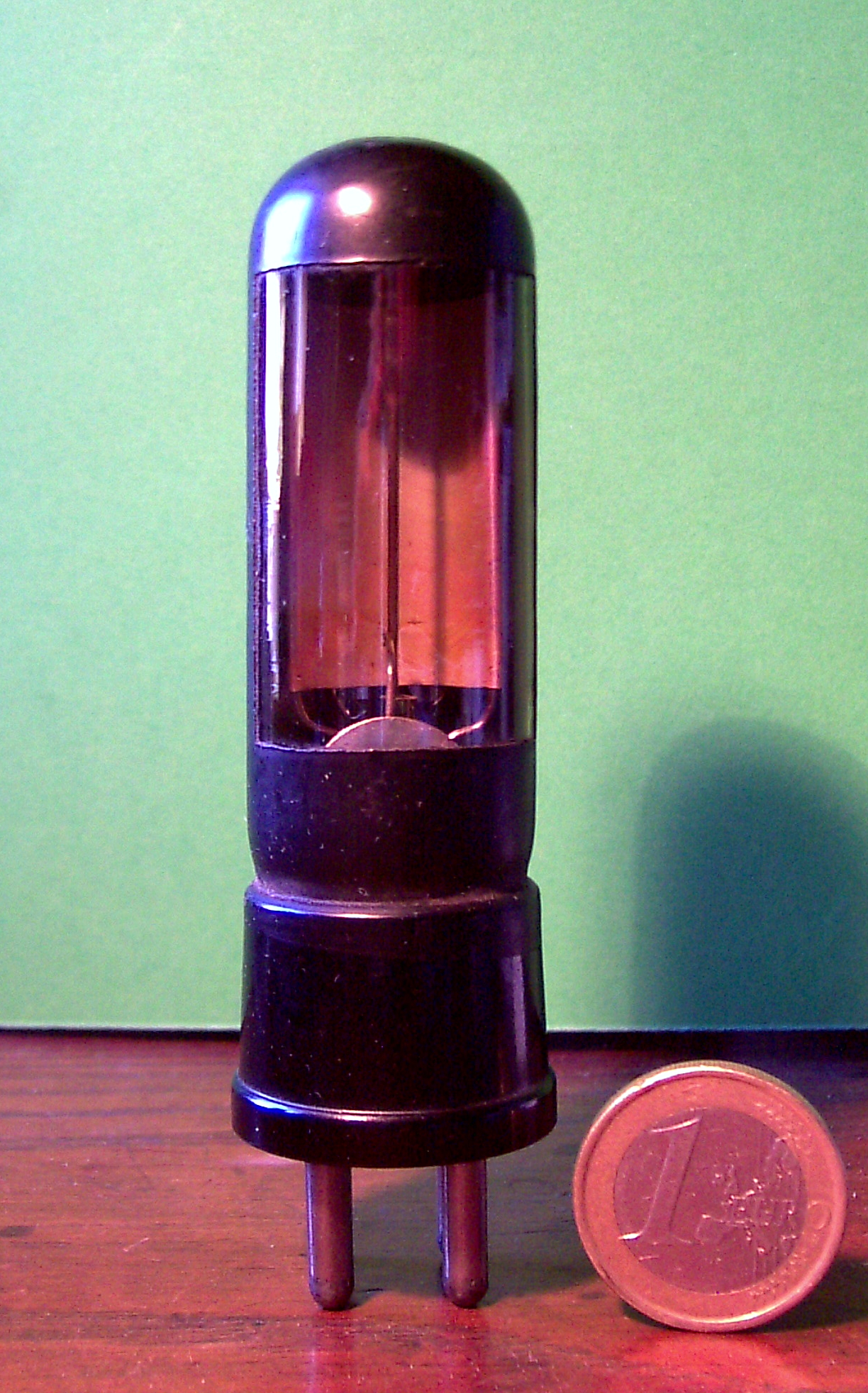
Fotocélula de los años 1940.

Los fototubos son un tipo de transductores sensibles a la luz, la cual se transforma en corriente eléctrica. Están formados por un tubo que se encuentra al vacío o relleno con algún gas inerte (argón o similar). Actualmente han sido sustituidos en gran medida por los fotorresistores y los fotodiodos.
Este dispositivo funciona según el efecto fotoeléctrico: los fotones inciden sobre un cátodo, dispersando electrones que son atraídos por el ánodo. La corriente que se genere en el tubo depende de la frecuencia (o longitud de onda) y de la intensidad de la luz incidente. El espectro de radiación al que responde el cátodo viene determinado por el material de éste.
Al contrario que en los tubos fotomultiplicadores, no se produce amplificación, con lo que la corriente es del orden de microamperios.
El cátodo es un semiconductor que contiene uno o varios de estos metales alcalinos: sodio, potasio, rubidio o cesio, combinados químicamente con bismuto, antimonio u óxido de plata. La superficie del cátodo contiene un exceso crítico del metal alcalino que disminuye la afinidad de aquella hacia los electrones, favoreciendo así la emisión fotoeléctrica.

## Aplicaciones
Se usaban en una gran variedad de situaciones en las que era necesario captar la luz.

### Detección de energía radiada
Los fototubos de vacío se utilizan para la detección de energía con longitudes de onda entre 200 y 1100 nm. La corriente fotoeléctrica es directamente proporcional a la intensidad de la radiación, lo que hace a los fototubos adecuados como transductores para medir valores físicos. Debido a ello, estos tubos se usan en radiómetros, fotómetros y colorímetros. Gracias a su buena respuesta ante pulsos cortos, se utilizan también para medir la intensidad de pulsos muy cortos generados por el láser o por la radiación nuclear visible.

### Lectura de bandas sonoras
Una aplicación de los fototubos era la lectura de las bandas sonoras de las películas de cine. En este caso, se utilizan los fototubos rellenos de gas. En dichas películas, el sonido estaba registrado en una banda paralela a la película. Para leer dicha banda, se iluminaba por una cara y en la otra se colocaba el fototubo, que leía la señal sonora. La respuesta de los fototubos en este caso está limitada a 15 kHz.

### Grabación óptica del sonido en el cine
- Grabación óptica analógica
- Sonido óptico

### Otros transductores óptico-eléctricos
- Transductor fotoeléctrico
- Célula fotoeléctrica
- Fotorresistencia
- Fotodiodo